# إدغار سميث
إدغار سميث (بالإنجليزية: Edgar Albert Smith) (و. 1847 – 1916 م) هو عالم نبات، وعالم حيوانات، من المملكة المتحدة، ولد في لندن، وكان عضوًا في جمعية علم الحيوان في لندن، توفي عن عمر يناهز 69 عاماً.